# Rudis
De Rudis was het houten zwaard dat werd geschonken aan Romeinse gladiatoren die de vrijheid kregen. Het houten zwaard kon hen na een carrière van ca 3 jaar geschonken worden door de organisator van de spelen, als het publiek daarom vroeg. Het krijgen van de rudis betekende dat de gladiator niet meer hoefde op te treden in de arena, maar maakte nog geen einde aan zijn verblijf in de ludus (gladiatorenschool). Hij was pas vrij als hij aan het einde van zijn veroordeling of contract de pileus kreeg, de muts die ook slaven kregen als ze werden vrijgelaten.
Overigens moet de rudis niet worden verward met de houten wapens die voor de training van gladiatoren werden gebruikt; deze worden aangeduid met het Latijnse woord arma lusoria.